# 无著
無著（藏語：ཐོགས་མེད། thogs med），著是执着的着。音譯為阿僧伽，阿僧佉，北印度犍陀羅人，約生活於公元4世紀，古代印度佛教高僧，在化地部（另一說為說一切有部）出家，為印度瑜伽行唯識學派（即印度唯识宗）创始人。在整个佛教历史中擁有非常重要的地位。在藏地，與其弟世亲為佛教的二勝六莊嚴之一。

## 生平
無著為婆羅門種性，出身健馱邏國，自小受完整婆羅門經典教育，但受到佛教影響，於化地部（另一說為說一切有部）出家為僧，修行空觀，意猶未安。於是無著於阿緰闍城（Ayodhyā）入定上兜率天詢問彌勒，得其教導悟入大乘，成為龍樹菩薩之後印度佛教史上重要的論師之一。
據瑜伽行唯識學派相傳所說，無著聽聞彌勒菩薩的《辯中邊論頌》後，位登十地之初地，證法光定得大神通。其弟世親聽無著說辯中邊頌而造釋文，得入四加行之暖位。

## 師承
- 彌勒菩薩

## 弟子
- 世親菩薩

## 著作
傳說無著經由禪定，上升至兜率天親自從學於彌勒菩薩，從彌勒處得到「慈氏五論」，並傳述後世。
《大唐西域記》卷五：「無著菩薩，夜升天宮，於慈氏菩薩所受《瑜伽師地論》、《莊嚴大乘經論》、《中邊分別論》等，晝為大眾講宣妙理。」

承襲印度唯識學的法相宗，以此五論為：
- 《瑜伽師地論》（西藏傳說無著造此論）
- 《分別瑜伽論》（未譯出）
- 《大乘經莊嚴論頌》（長行之釋文世親造，或說無著造）
- 《辯中邊論頌》（長行之釋文世親造）
- 《能斷金剛般若波羅蜜多經論頌》（長行之釋文世親造）

西藏佛教以此五論為：
- 《現觀莊嚴論頌》（長行之釋文無著造）：漢地未傳，民初法尊法師漢譯有《現觀莊嚴論略釋》。
- 《大乘經莊嚴論頌》（長行之釋文無著造）
- 《辯中邊論頌》（長行之釋文世親造）
- 《辨法法性論頌》：漢地未傳，民初法尊法師由藏譯漢。
- 《大乘最上要義論頌》（長行之釋文無著造）：此論內容同於《究竟一乘寶性論》，賢首法藏稱此論為堅慧所造。

宇井伯壽認為，彌勒是中印度一名與彌勒菩薩同名的論師。
此外無著的作品有《顯揚聖教論》（宇井伯壽主張長行之釋文為世親造）、《順中論》、《攝大乘論》、《大乘阿毘達磨集論》、《六門教授習定論頌》（長行釋文為世親造）、《金剛般若經論》（和《般若七門義釋》同本，或說是世親造）、《解深密略釋》（Saṃdhinirmocana-bhāṣya，僅存藏譯本）等。

## 圖像

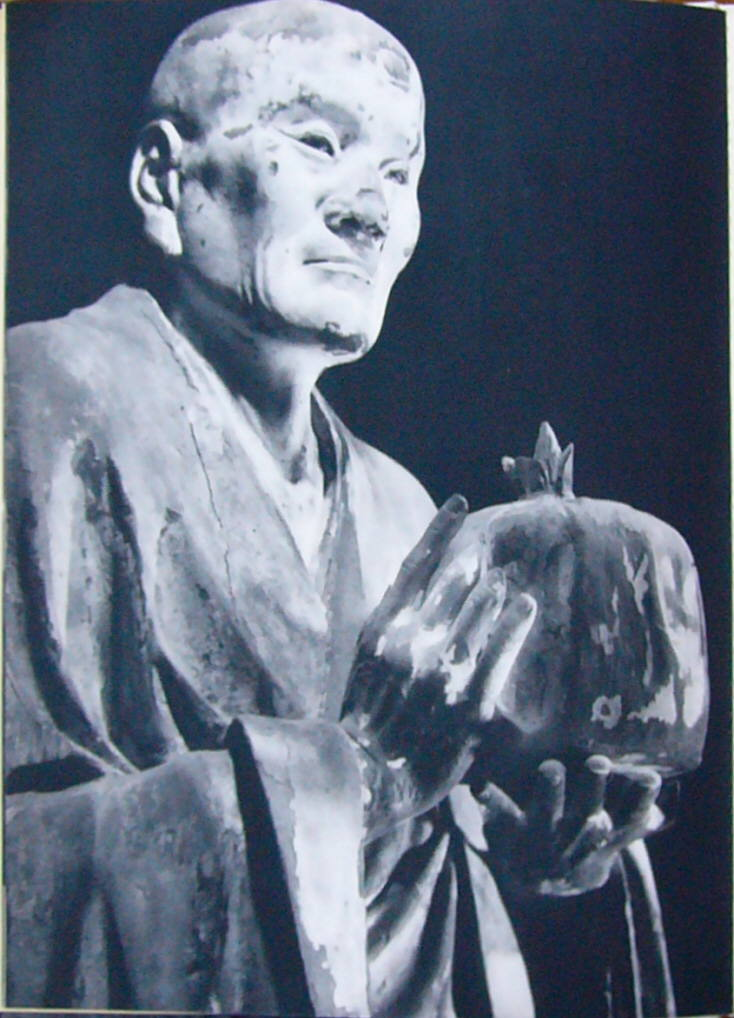
日本興福寺無著立像

## 參閲
- 世親菩薩

## 外部連結
- 無著菩薩與世親菩薩略傳 （页面存档备份，存于）